# Grove City (Minnesota)
Grove City – miejscowość w Stanach Zjednoczonych, w stanie Minnesota, w hrabstwie Meeker.